# Bahnhof Kleinblittersdorf
Der Bahnhof Kleinblittersdorf ist ein Bahnhof in der Gemeinde Kleinblittersdorf im Saarland. Er ist neben Auersmacher und Hanweiler eine von drei Stationen der Saarbahn in der Gemeinde. Er verfügt über drei Bahnsteiggleise. Der Bahnhof liegt im Verbundgebiet des Saarländischen Verkehrsverbundes (saarVV). Seit 2004 halten hier nur noch Züge der Saarbahn.

## Lage

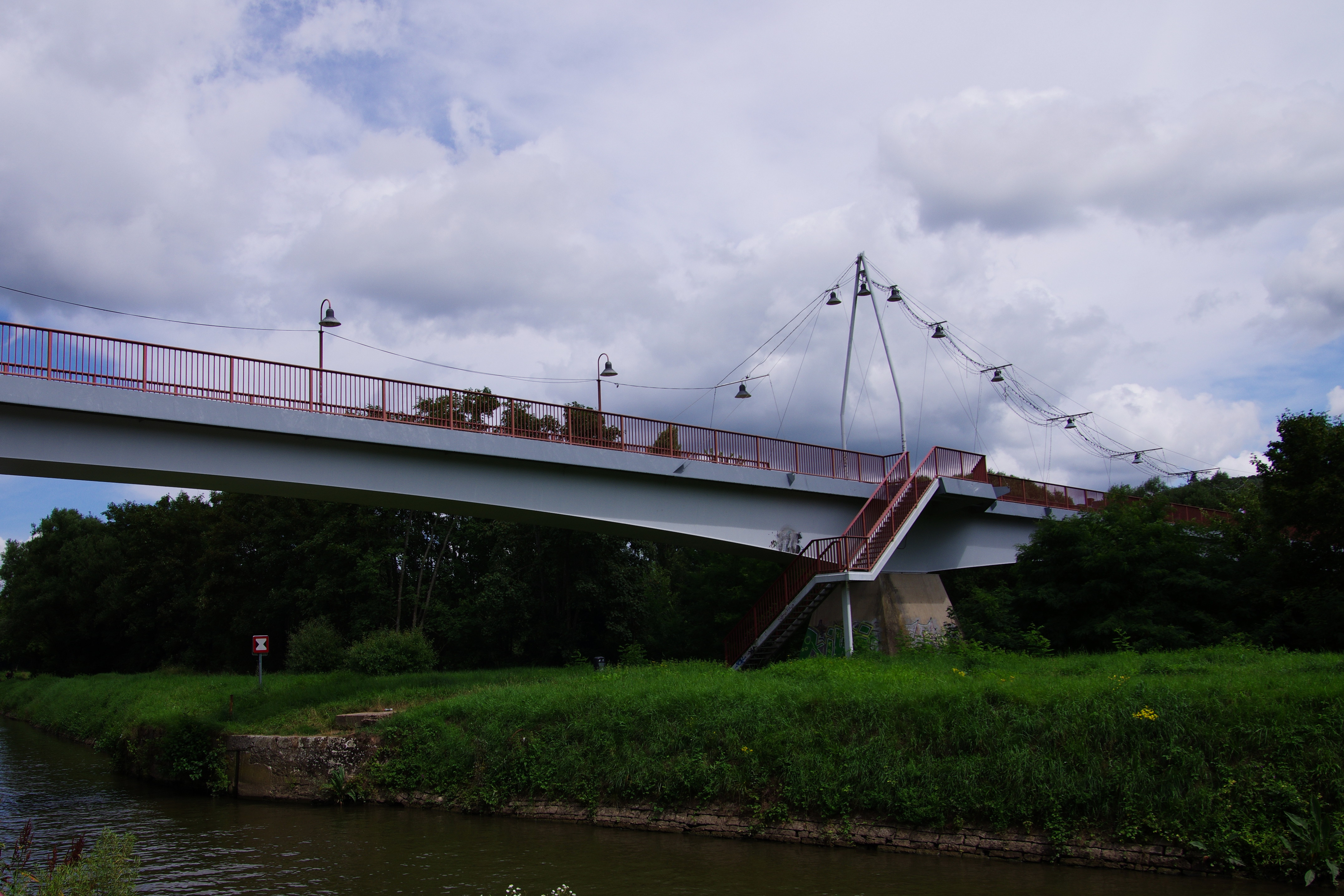
Deutsch-Französische Freundschaftsbrücke unweit des Bahnhofs Kleinblittersdorf

Der Bahnhof Kleinblittersdorf befindet sich westlich des Ortszentrums von Kleinblittersdorf. Südlich des Bahnhofs kreuzt die Brückenstraße die Bahnstrecke. Unweit des Bahnhofs quert die Freundschaftsbrücke Kleinblittersdorf–Grosbliederstroff die Saar, über welche auch die Bewohner des lothringischen Grosbliederstroff schon seit 1880 (mit Unterbrechungen zwischen 1939–1940 und 1944–1964) den Bahnhof Kleinblittersdorf bequem zu Fuß als Zugang zum Eisenbahnnetz nutzen können.

## Geschichte
Durch ein Gesetz des preußischen Ministeriums vom 9. März 1867 und einen Staatsvertrag zwischen Preußen und Frankreich zum Bau eines Grenzüberganges bei Saargemünd am 18. Juni 1867 wurde der Bau der Strecke Saarbrücken–Sarreguemines, welche durch Kleinblittersdorf führt, beschlossen. Die Strecke war bereits 1869 fertig. Aufgrund einer fehlenden Anschlussstrecke von Saargemünd in Richtung Hagenau passierte erst am 23. Mai 1870 die erste Lok die Preußische Brücke zwischen dem Kleinblittersdorfer Ortsteil Hanweiler und Saargemünd. Am selben Tag wurden auch die Bahnhöfe entlang der Strecke eröffnet.
Am 11. September 1981 wurde der Abschnitt von Brebach, wo bis dahin die Oberleitung endete, bis zur Landesgrenze bei Hanweiler-Bad Rilchingen, an welchem sich auch der Bahnhof Kleinblittersdorf befindet, elektrifiziert. Ab September 1983 war dann durchgehend elektrischer Betrieb bis in den Bahnhof Sarreguemines möglich.
1997 wurde die Saarbahn, eine Zweisystem-Regionalstadtbahn nach dem Karlsruher Modell, in Betrieb genommen und die Strecke Saarbrücken–Sarreguemines in das System integriert. In diesem Zusammenhang wurde der Bahnhof Kleinblittersdorf umgebaut und um ein drittes Gleis (Stumpfgleis) erweitert, damit Saarbahnzüge hier ohne Beeinträchtigung des Durchgangsverkehrs wenden können. Das denkmalgeschützte Bahnhofsgebäude befindet sich seitdem in Privatbesitz. Die neuen Bahnsteige, die entsprechend für die Saarbahnzüge auf eine einheitliche Höhe angehoben wurden, wurden einige Meter nach Süden verlegt und mit einem modernen Busbahnhof kombiniert. Gleis 1 fungiert hierbei als Kombibahnsteig. Frühere Privatgleisanschlüsse wurden inzwischen beseitigt.
Zum Fahrplanwechsel im Dezember 2003 wurde von der DB der Bahnhof Kleinblittersdorf als letzter Tarifpunkt der Kursbuchstrecke 684 aufgehoben. Seit diesem Zeitpunkt halten in Kleinblittersdorf keine DB-Züge mehr.

## Verkehr

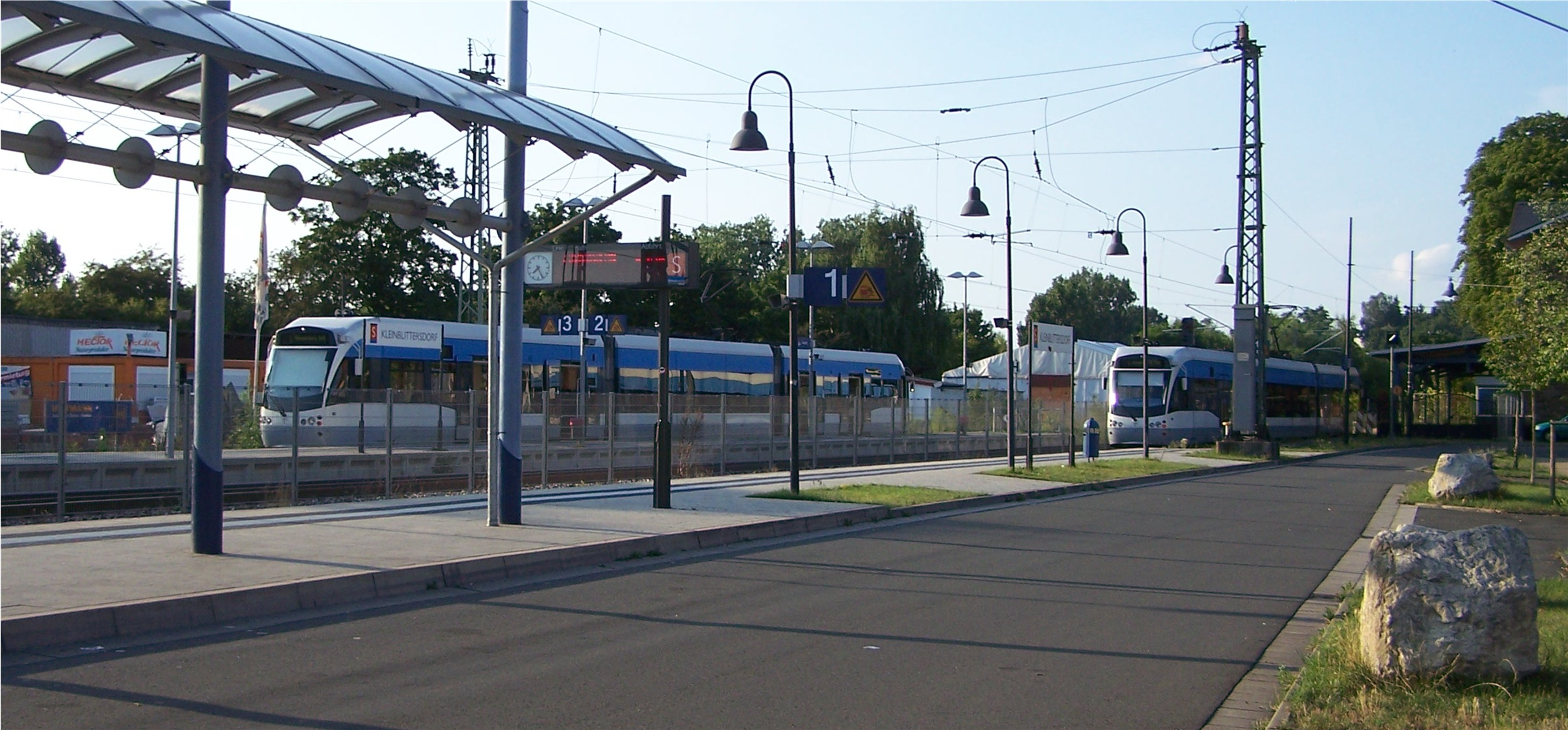
Bahnhof Kleinblittersdorf mit zwei Saarbahn-Fahrzeugen

Vom Bahnhof Kleinblittersdorf aus verkehrt die Saarbahn-Linie S1 montags bis freitags tagsüber alle 15 Minuten, morgens, vormittags, abends sowie samstags und sonntags alle 30 Minuten in das Stadtzentrum von Saarbrücken bis zur Haltestelle Siedlerheim, einzelne Züge darüber hinaus nach Riegelsberg, Heusweiler und Lebach. Alle 30 bzw. 60 Minuten verkehrt die Saarbahn in der Gegenrichtung über die beiden Kleinblittersdorfer Ortsteile Auersmacher und Hanweiler zum Bahnhof Sarreguemines unweit der deutsch-französischen Landesgrenze (Stand 2021). Die wenigen, verbliebenen Regionalexpress-Züge der SNCF von Saarbrücken nach Straßburg passieren den Bahnhof Kleinblittersdorf ohne Halt. 